# Bloodwych
Bloodwych est un jeu vidéo de type dungeon crawler développé par Pete James, Philip Taglione et Anthony Taglione et édité par Image Works en 1989 sur Amstrad CPC, Amiga, Atari ST et DOS.
Il a connu une suite, Hexx: Heresy of the Wizard, édité par Psygnosis en 1994.

## Système de jeu
Bloodwych ressemble à Dungeon Master. Comme dans ce dernier, le joueur commence la partie dans un donjon et doit recruter des personnages pour constituer une équipe. Pour ce faire le joueur devra se  déplacer et aller discuter avec eux.
Les personnages peuvent être de quatre classes différentes, elles-mêmes symbolisées par des icônes :
- Combattants (Pique) - Fort au combat et une compétence force élevée ;
- Archers/Assassins (Carreaux) - Très agiles ;
- Magiciens (Trèfle) - Lanceurs de sort de l'équipe ;
- Aventuriers (cœur) - Polyvalents et bons diplomates.

Ce qui fait la grande originalité de Bloodwych c'est la présence d'un mode deux joueurs. C'est le premier jeu de rôle à proposer cette possibilité. L'écran se divise alors en deux et chaque joueur peut jouer comme bon lui semble.
Le jeu a eu une extension en 1989 : Bloodwych: The Extended Levels.

## À noter
L'illustration de la boîte de jeu a été conçu par Chris Achilleos.